# Claudio Vicuña Guerrero
Claudio Vicuña Guerrero (Santiago 31 december 1833 - aldaar 28 februari 1907) was een Chileens politicus en landeigenaar.
Hij was de zoon van Ignacio Vicuña Aguirre en Carmen Guerrero Varas. Ofschoon afkomstig uit een voorname (adellijke) familie, groeide hij op in betrekkelijke armoede na het overlijden van zijn ouders. Later verdiende hij evenwel een fortuin in de landbouw en bezat het historische landgoed hacienda Bucalemu in de omgeving van Santo Domingo. Vicuña was lid van de Kamer van Afgevaardigden (1876-1879) en van de Senaat (1879-1885; 1888-1891). Van 15 oktober 1890 tot 23 maart 1891 was hij minister van Binnenlandse Zaken onder president José Manuel Balmaceda. In 1891 was hij burgemeester van Valparaíso. 
Vicuña bleef gedurende de Chileense Burgeroorlog (1891) tussen de regeringstroepen en de legers van het Congres president Balmaceda trouw. Vicuña werd door de regeringspartij aangewezen als opvolger van Balmaceda voor het presidentschap. De presidentsverkiezingen werden midden tijdens de burgeroorlog gehouden en gewonnen door Vicuña. Hij zou echter nooit president van Chili worden omdat de regeringstroepen het onderspit dolven tegen de opstandelingen van het Congres. Vicuña zag zich genoodzaakt om Chili te verlaten en verbleef gedurende vier jaar in ballingschap in Europa. Hij keerde in 1895 naar zijn geboorteland terug en werd in 1897 gekozen tot voorzitter van de Partido Liberal Democrático (Liberaal-Democratische Partij) en was opnieuw lid van de Senaat (1900-1906). In 1901 was hij van plan zich kandidaat te stellen voor de presidentsverkiezingen van dat jaar, maar trok zich terug toen bleek dat hij over onvoldoende steun kon beschikken. In datzelfde jaar werd hij wel lid van de Staatsraad.
Hij overleed in 1907 op 73-jarige leeftijd in Santiago.
Claudio Vicuña was getrouwd met Lucía Subercaseaux Vicuña en had negen kinderen. Zijn zoon Claudio Vicuña Subercaseaux (1875-1956) was meerdere malen minister.